# Batalhões femininos russos

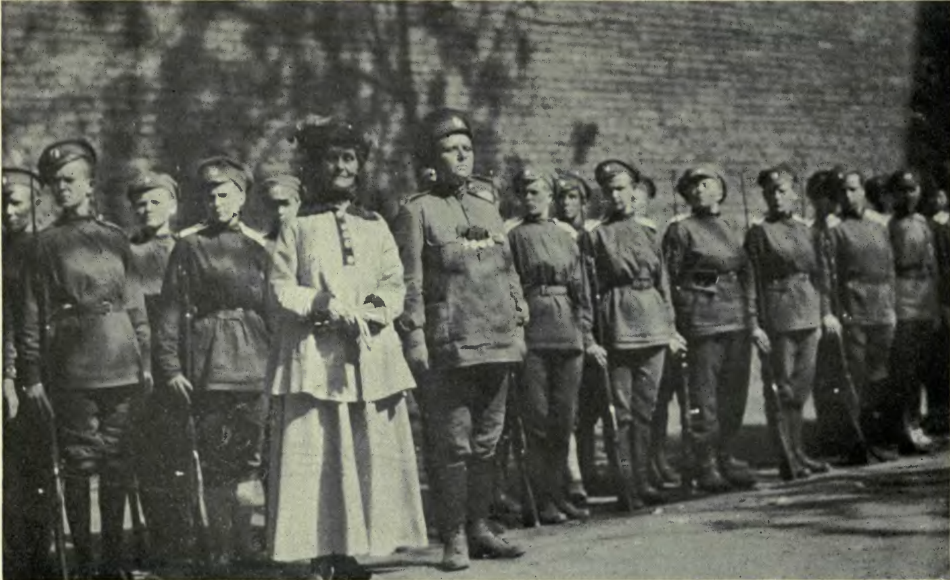
Maria Botchkareva, Emmeline Pankhurst e as mulheres do batalhão da morte, 1917.

Os Batalhões femininos russos são unidades de combate exclusivamente de mulheres formadas após a Revolução de Fevereiro pelo Governo Provisório Russo, em um último esforço para motivar novamente a massa de soldados cansados da guerra a continuar lutando na Primeira Guerra Mundial.
Na primavera de 1917, unidades de choque masculinas e batalhões da morte foram formados com voluntários. Algumas mulheres já haviam ingressado com sucesso em unidades militares regulares. Outras estavam pressionando o governo provisório para criar batalhões especiais compostos por mulheres. Vários membros de alto escalão do governo e da administração militar russos acreditam que as mulheres soldados poderiam ter valor de propaganda e que o seu exemplo iria motivar novamente os homens cansados e desmoralizados do exército russo. Ao mesmo tempo, esperam que a presença de mulheres envergonhe os soldados do sexo masculino que estão relutantes em cumprir o seu dever.
Quinze formações foram criadas em 1917, incluindo o 1º Batalhão da Morte Feminino russo, o 1º Batalhão da Morte Feminino de Petrogrado, o 2º Batalhão da Morte Feminino de Moscou e o 3º Batalhão de Choque Feminino de Kuban. São criados quatro destacamentos de comunicações em Moscovo e Petrogrado e sete unidades de comunicações adicionais em Kiev e Saratov, já empregando unidades privadas de mulheres. Batalhões adicionais não autorizados vão surgindo em cidades por toda a Rússia. É criado o 1º Destacamento Naval Feminino em Oranienbaum, integrado no destacamento de treinamento da infantaria naval.

Estima-se que 5.000 mulheres serviam nestas unidades no outono de 1917, mas apenas o 1º Batalhão da Morte de Mulheres Russas e o Batalhão de Petrogrado foram desdobrados na frente de batalha.

## 1º Batalhão da Morte feminino russo

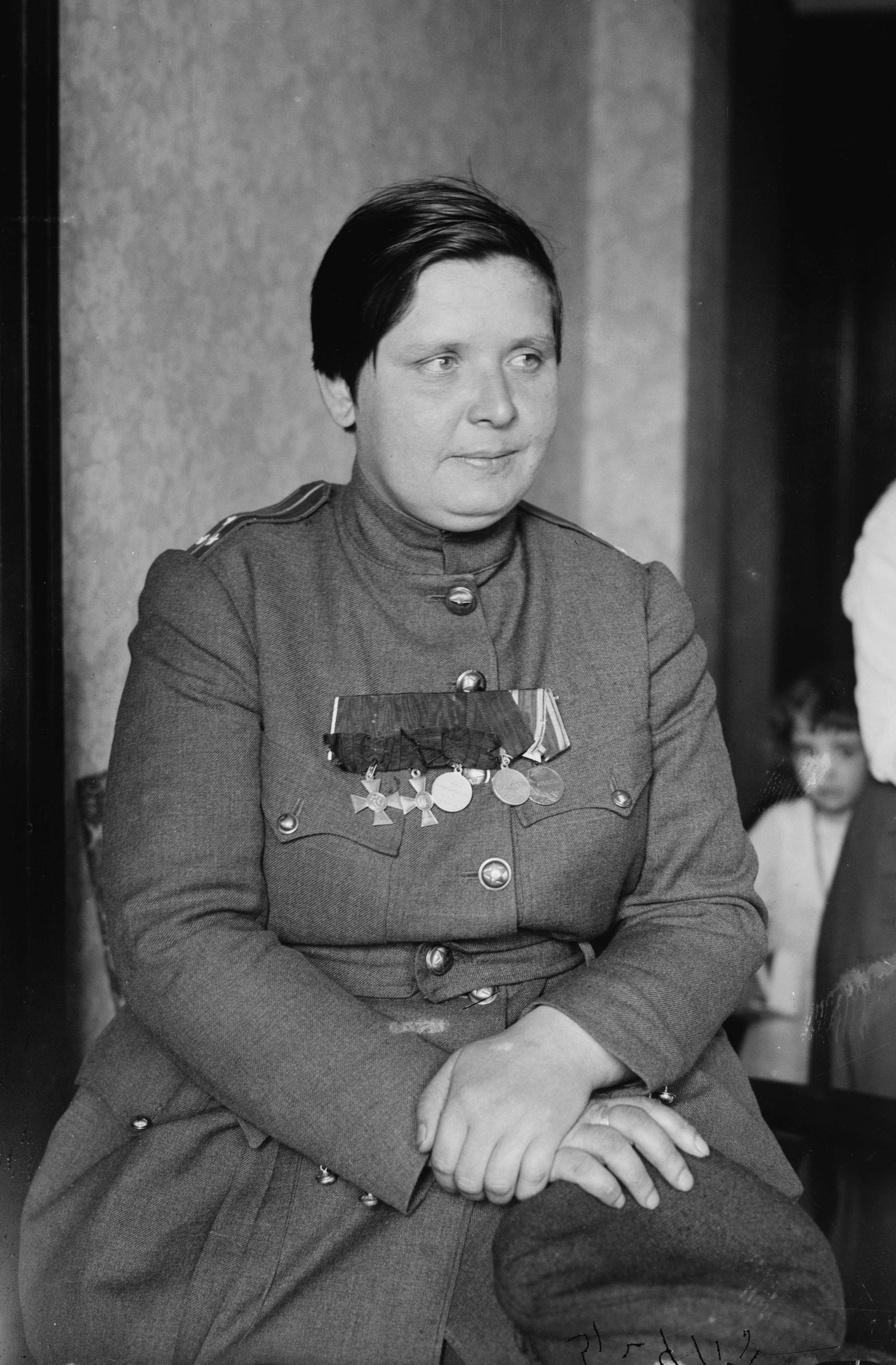
Maria Bochkareva.

Em maio de 1917, Maria Bochkareva, uma camponesa que serviu no exército russo desde novembro de 1914 e alcançou o posto de suboficial, pediu ao governo que criasse um batalhão de mulheres soldados sob seu comando. Em maio, o Ministro da Guerra, Alexander Kerensky, autorizou a formação do 1º Batalhão da Morte Feminino. Esta primeira unidade de combate atraiu mais de 2.000 mulheres com idades entre 18 e 40 anos. A disciplina estrita de Bochkareva e a recusa em permitir a formação de comitês de soldados reduziram a 300 o número de soldados.
Chamadas para o combate contra os alemães durante a ofensiva de Kerensky, foram designadas para o 525º Regimento Kiuruk-Darinski e ocuparam uma trincheira perto de Smorgon. Instruídos a atravessar a trincheira, os soldados dos batalhões de homens, cansados da guerra, hesitam. As mulheres decidem partir com ou sem eles. Finalmente, cruzaram três trincheiras em território alemão. Os soldados descobrem ali um estoque de vodca que as mulheres tentam destruir antes que eles ficassem bêbados. Em seu relatório, o comandante do regimento elogiou a iniciativa e a coragem do batalhão de mulheres. Mas as unidades de substituição nunca chegaram e acabaram por ser forçadas a recuar, perdendo todo o terreno conquistado na ofensiva.
O 1º Batalhão da Morte Feminino, comandado por Bochkareva, ainda está na frente de batalha após a revolução. Foi dissolvido pouco depois devido à crescente hostilidade das tropas masculinas que queriam o fim da guerra e estavam irritadas com as voluntárias por quererem prolongá-la.

## 1º Batalhão Feminino de Petrogrado

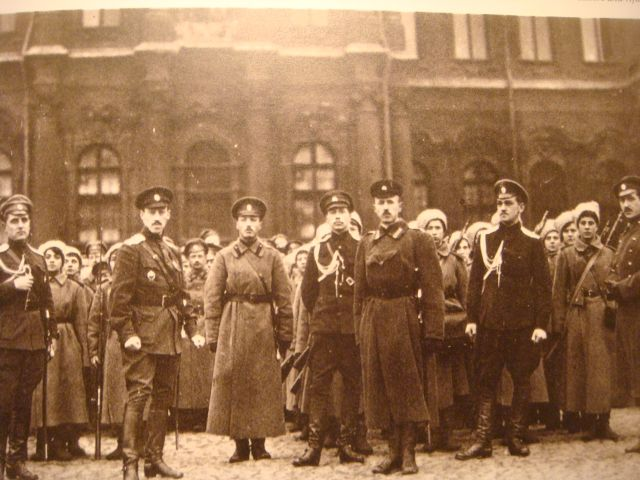
Batalhão feminino pronto para defender o Palácio de Inverno em São Petersburgo.

Bochkareva inspira várias outras mulheres na Rússia que apelam ao governo para a sua inclusão nas forças armadas. O Departamento de Guerra foi inundado com cartas e petições de indivíduos e grupos de mulheres que procuravam servir a sua nação na frente. Em junho, Kerensky aprovou a organização de uma unidade adicional de combate feminino em Petrogrado, o 1º Batalhão Feminino de Petrogrado, com um efetivo de 1.100 a 1.400 mulheres e dois destacamentos de comunicações de 100 mulheres cada. Seu programa de treinamento inclui exercícios de desfile, tiro e manobras noturnas, mas também aulas de leitura para analfabetos.
Em 25 de outubro de 1917, o batalhão foi chamado à Praça do Palácio para um exame antes de ser enviado para a frente. Mas depois do desfile, o batalhão recebeu ordem de defender o governo provisório no Palácio de Inverno. O comandante se recusa a obedecer. Apenas uma subdivisão da 2ª companhia, 137 mulheres soldados, foi enviada para vigiar alguns caminhões de combustível nas proximidades. Ela logo se viu defendendo o palácio ao lado de unidades de cossacos e cadetes. Submergidos pelas forças pró- bolcheviques numericamente superiores, renderam-se. Rumores de estupros em massa circulam na cidade após sua captura; os relatos dos soldados revelam três casos de violação, numerosos casos de abuso verbal, abuso físico e ameaças de violência sexual. A esposa do embaixador britânico na Rússia solicitou que o adido militar britânico em Petrogrado, o General Alfred Knox, interviesse para garantir a sua libertação, o que ocorreu em 26 de outubro. Aquelas que não se desmobilizaram regressaram ao acampamento do batalhão fora da cidade e foram rearmadas.

## 2º Batalhão da Morte Feminino de Moscou
O 2º Batalhão da Morte Feminino de Moscou, bem como dois destacamentos de comunicações separados, foram criados em Moscou em junho de 1917. O batalhão tinha pelo menos 1.000 mulheres até o final do verão. Mas, confrontados com a falta de apoio do governo, a liderança do batalhão decidiu dissolvê-lo em setembro e 500 soldados solicitaram a sua designação para a frente.

## 3º Batalhão de Choque Feminino de Kuban
A autorização governamental para a formação de unidades militares femininas está a levar as organizações privadas de mulheres a formar as suas próprias unidades paramilitares em muitas cidades da Rússia. Na tentativa de satisfazer a procura popular e manter estas unidades sob o seu controle, o Ministério da Guerra aumentou o número de formações militares femininas. Um quarto batalhão de combate foi formado em Ekaterinodar, o 3º Batalhão de Choque Feminino de Kuban. Este batalhão sofria de problemas de organização e abastecimento e nunca esteve em combate.

## Destino dos batalhões femininos
Depois que o 1º Batalhão da Morte Feminino não conseguiu despertar o espírito guerreiro dos soldados do exército russo, as autoridades militares questionaram o valor das unidades femininas. O governo tem dificuldade em justificar a atribuição de recursos tão necessários a um projeto que considera não fiável. Em agosto de 1917, o estabelecimento militar estava cada vez mais inclinado a pôr fim à organização dos batalhões combatente de mulheres.
Ele primeiro decidiu transferi-los para funções auxiliares, longe da frente, como guardas ferroviários. Mas este projeto encontrou a oposição dos homens que ocupavam estas posições, que teriam então de ir para a frente. Como resultado, em 30 de novembro de 1917, o novo governo bolchevique ordenou a dissolução oficial de todas as formações militares femininas restantes. No entanto, membros dos batalhões femininos do 1º de Petrogrado e 3º de Kuban permaneceram em seus campos até o início de 1918. Algumas mulheres que serviram nestas unidades continuaram a lutar na Guerra Civil Russa.